# Demons & Wizards (Demons & Wizards)
Demons & Wizards è il primo album pubblicato dall'omonimo gruppo Demons & Wizards, nel 2000.

## Tracce
1. Rites of Passage
2. Heaven Denies
3. Poor Man's Crusade
4. Fiddler on the Green
5. Blood on My Hands
6. Path of Glory
7. Winter of Souls
8. The Whistler
9. Tear Down the Wall
10. Gallows Pole
11. My Last Sunrise
12. Chant
13. White Room (Digipack bonus)
14. The Whistler (Alternate version, Digipack bonus)

## Formazione
- Hansi Kürsch - voce
- Jon Schaffer - chitarra, basso
- Jim Morris - chitarra
- Mark Prator - batteria